# Kéthely
Kéthely ist eine ungarische Gemeinde im Kreis Marcali im  Komitat Somogy.

## Geografische Lage
Kéthely liegt 44 Kilometer nordwestlich des Komitatssitzes Kaposvár, 7 Kilometer nördlich der Kreisstadt Marcali und gut 6 Kilometer vom südwestlichen Ende des Balaton entfernt. Die Landschaft um Kéthely wird geprägt von den westlich des Ortes gelegenen Weinbergen und bewaldeten Hügeln. Nachbargemeinden sind Balatonújlak, Somogyszentpál, Somogysámson und Hollád.

## Geschichte
Im Jahr 1913 gab es in der damaligen Kleingemeinde 481 Häuser und 3806 Einwohner auf einer Fläche von 10.913 Katastraljochen. Sie gehörte zu dieser Zeit zum Bezirk Marczali im Komitat Somogy.

## Gemeindepartnerschaft
- Nova Rača, Kroatien, seit 2015[2]

## Sehenswürdigkeiten
- Römisch-katholische Kirche Szentháromság im barocken Stil, die im Jahre 1714 erbaut und 1733 neu errichtet wurde.
- Hunyadi-Schloss im Ortsteil Sáripuszta, welches um 1760 in barocken Stil erbaut wurde, steht heute weitgehend leer und ist nach einem Brand im Jahre 1986 dringend sanierungsbedürftig.
- Szentháromság-Statue aus dem Jahr 1790
- Römisch-katholische Weinbergkapelle Szőlőhegyi Istenanya kápolna von 1870, in der Messen zu Maria Wallfahrt abgehalten werden.
- Kruzifix auf dem Weinberg aus dem Jahr 1813
- Szent-Flórián-Statue aus dem Jahr 1825
- Szent-Vendel-Statue
- Lajos-Kossuth-Büste
- Hármas-Statue (Páduai Szent Antal, Jézus Szíve, Szűz Mária) aus dem Jahr 1912
- 1956er-Denkmal
- Weltkriegsdenkmäler
- Reste einer Wallburg (Fancsi-vár)

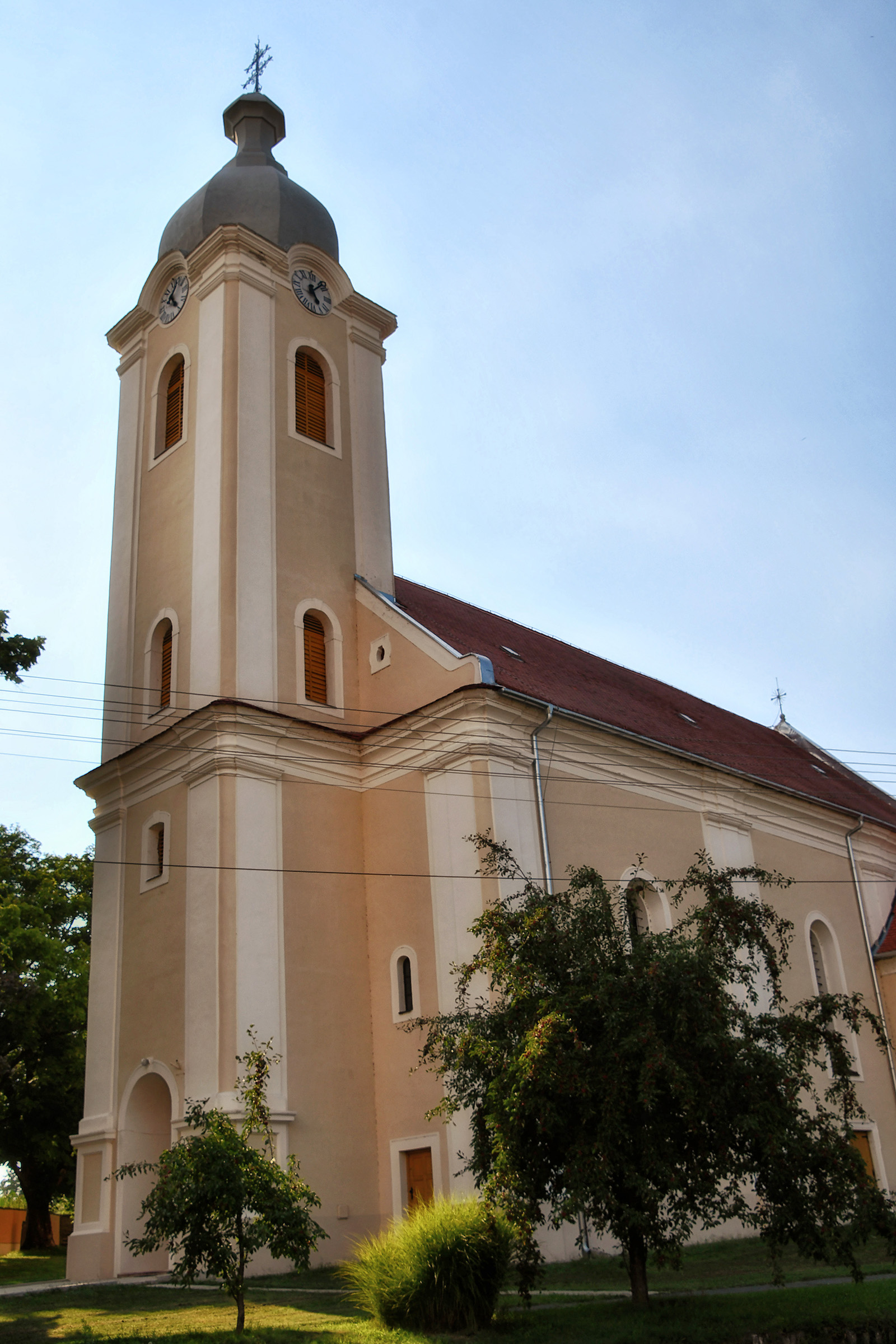
Römisch-katholische Kirche Szentháromság
Weinkeller bei Kéthely
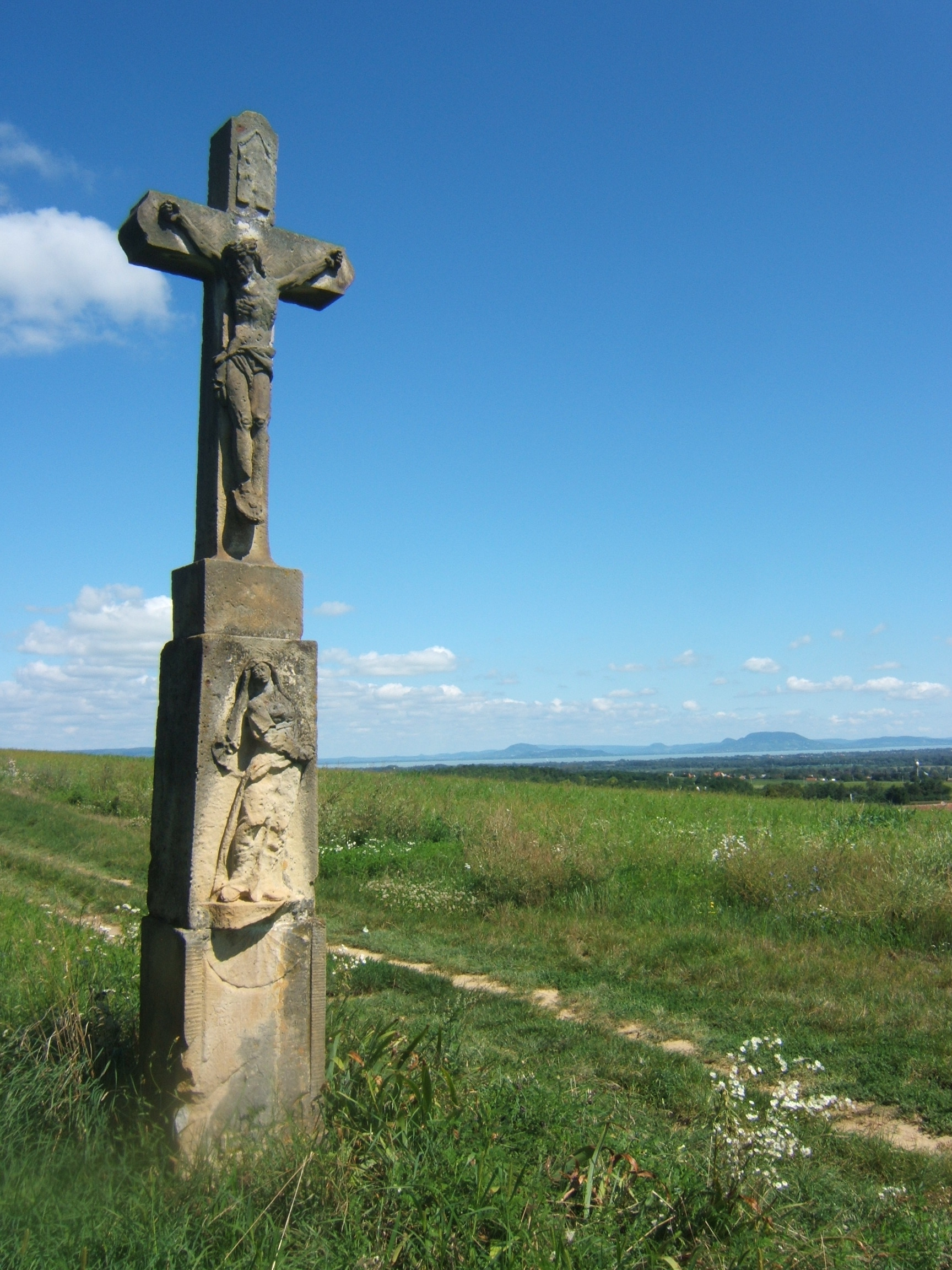
Kruzifix auf dem Weinberg
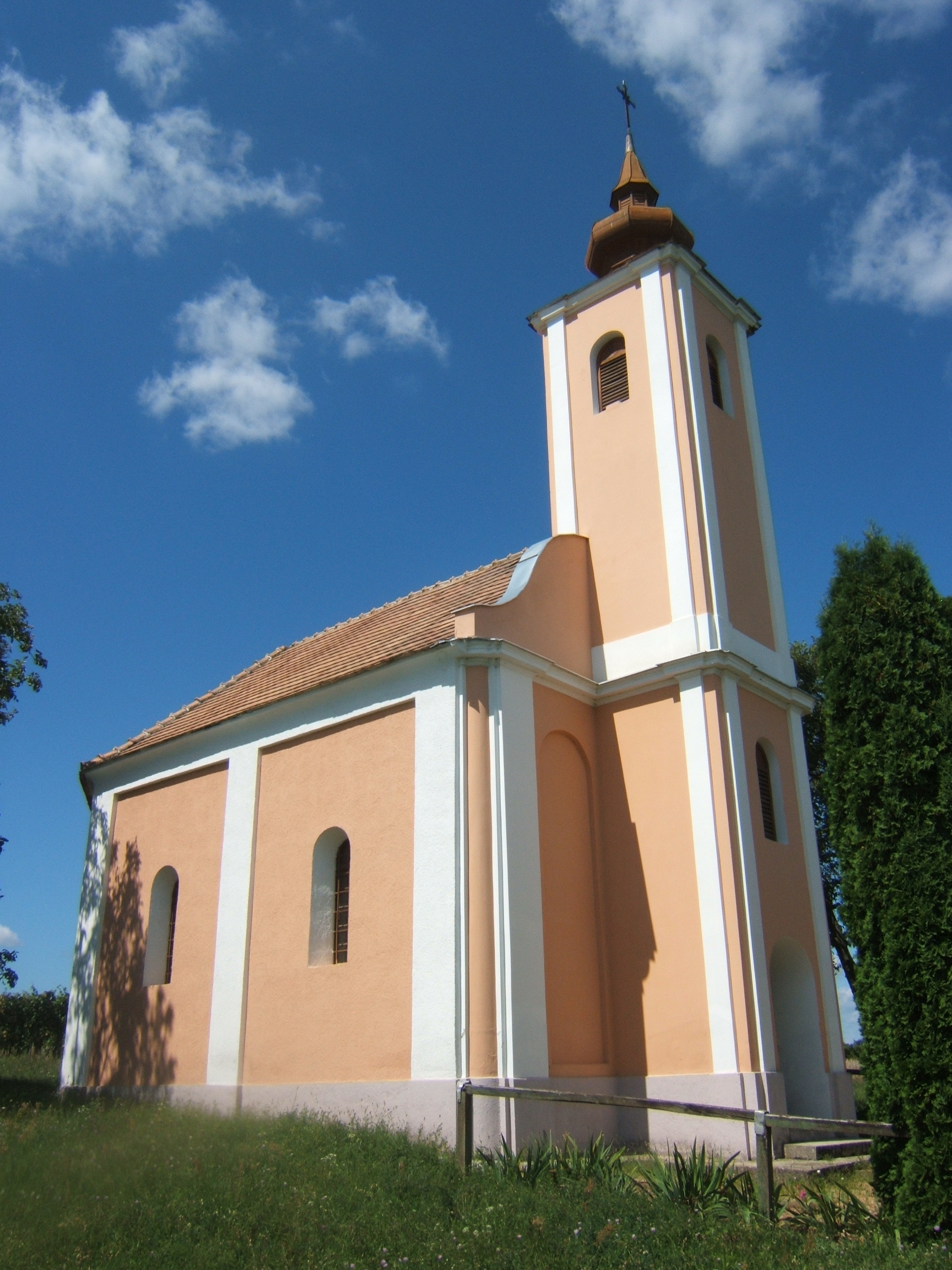
Kapelle auf dem Weinberg
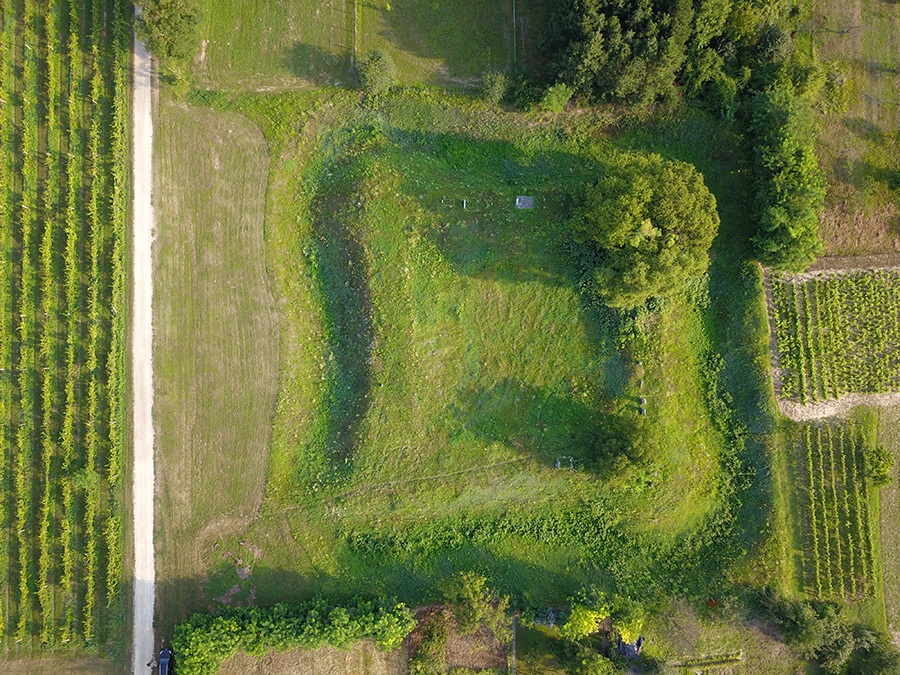
Blick auf die Wallburg

## Verkehr
Kéthely liegt an der Hauptstraße Nr. 68. Es bestehen Bahnverbindungen über Marcali nach Kaposvár sowie über Balatonmáriafürdő, Balatonberény und Balatonszentgyörgy nach Keszthely. Der Personenverkehr am östlich des Ortes gelegenen Bahnhof wurde im Dezember 2009 eingestellt.